# As Old As My Tongue
Pour plus de détails, voir Fiche technique et Distribution.
As Old As My Tongue: The Myth and Life of Bi Kidude est un film documentaire britannico-tanzanien d'Andy Jones réalisé en 2006.

## Synopsis
Bi Kidude est une légende vivante sur son île natale de Zanzibar. Elle a séduit les publics des quatre coins du monde qu’elle parcourt toujours. Elle est la favorite des sultans, présidents, marins, et son histoire est singulière ; elle défie notre perception de l’âge (elle a quatre-vingt-treize ans mais en paraît seize) et de la condition de la femme musulmane. Nous l’apercevons à travers les portes ouvertes de son humble demeure, dans la rue, fumant, buvant et flirtant. À travers ce portrait singulier, As Old As My Tongue révèle, avec une bande-son réunissant cent ans de musique swahili, les contrastes dramatiques de la vie d’une icône de la musique.

## Fiche technique
Source : dossier de presse
- Titre : As Old As My Tongue: The Myth and Life of Bi Kidude
- Réalisation : Andy Jones
- Photographie : Aubrey Fagon
- Montage : Lisa Cazzato
- Son : Griff Fender, Robin Pender
- Sociétés de production : Screen Station et Busara promotions
- Musique : Bi Kidude, Taj Mahal, Culture Musical Club, Grande Orchestre Taarab de Zanzíbar, Mohamed Issa Matona, Nadi Ikhwan Safaa, Sabih El Arry, Seif Salim & Abdullah Musa, Ghazzy Musical Club, Siti binti Saad, Bi Kidude Group
- Pays d'origine :  Royaume-Uni,  Tanzanie
- Langues originales : anglais et swahili
- Genre : documentaire
- Durée : 66 minutes

## Production
Le tournage de As Old As My Tongue s'est échelonné sur plus de trois ans à Zanzibar et en tournée avec Bi Kidude.